# Punta Guanaco

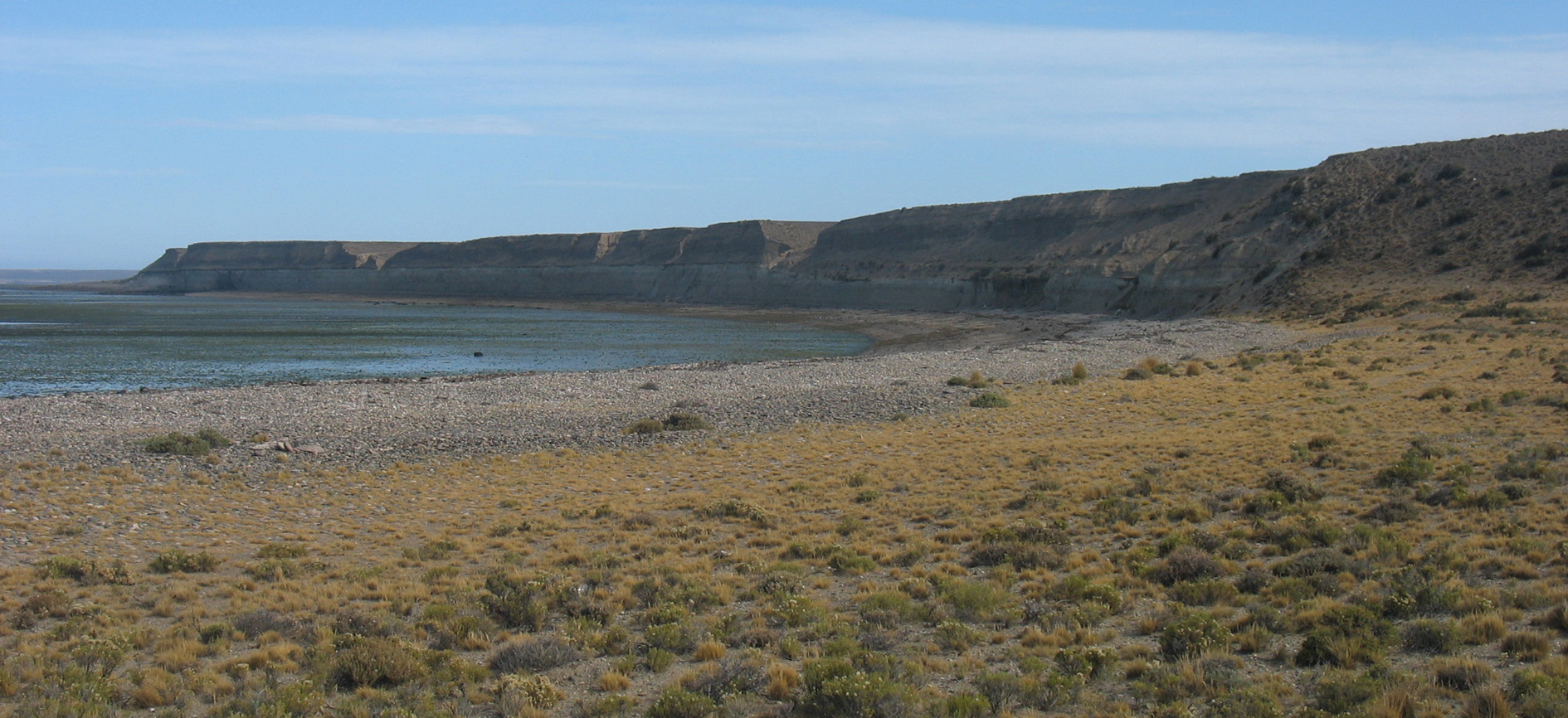
Vista hacia el sur desde punta Guanaco. Se observa el acantilado activo.

La punta Guanaco es un accidente litoral de la provincia de Santa Cruz (Patagonia Argentina). Se encuentra a aproximadamente 10 km al sur de la ciudad de Puerto Deseado. 
Se trata de una punta conformada por un sistema de cordones litorales de gravas alineados paralelos a la costa de poca pendiente hacia el mar. Su formación es posterior al máximo transgresivo del Holoceno medio. En la parte sur los cordones litorales se encuentran cubiertos por una cubierta eólica conformando médanos en erosión, cuyo desarrollo aumenta en dirección sur hasta la Punta Guanaco, donde se hallan erosionados. 
En el punto más sobresaliente hacia el mar se encuentra una plataforma de abrasión (restinga) compuesto por rocas ignimbríticas de la formación Bahía Laura. Esta se continúa a 200 metros mar adentro en la isla de las Gaviotas. En la punta existen algunas facilidades acondicionadas para el acampe para pescadores deportivos.
Por detrás de los cordones litorales se encuentra un paleoacantilado de aproximadamente 30 metros de altura. La costa al norte es de rodados con alta pendiente. Hacia el sur se encuentra un alto acantilado activo.
La vegetación es escasa, principalmente compuesta por herbáceas en los cordones litorales, con amplios sectores sin vegetación, quedando los rodados expuestos. En la Punta Guanaco existen especies arbustivas de mediano tamaño sobre los médanos.